# Franz von Minucci
Franz Xaver graf von Minucci (ur. 29 kwietnia 1767 r. w Monachium  – zm. 24 września 1812 r. w Augsburgu) - bawarski wojskowy i uczestnik wojen napoleońskich.

## Życiorys
Urodził się w bawarskiej rodzinie wojskowej.
Jego kariera wojskowa rozpoczęła się 23 kwietnia 1777 r. gdy wstąpił do 2 Królewskiego Pułku Szwoleżerów ,,Taxis", z czasem awansował na kapitana.
W 1800 podczas II koalicji antyfrancuskiej wraz z dowodzonym przez siebie batalionem wyróżnił się podczas walk m.in. w Neuburg an der Donau. Za swoją postawę został odznaczony 20 sierpnia 1800, a w późniejszym czasie mianowany pułkownikiem, a także otrzymał dowództwo nad pułkiem piechoty.
15 marca 1803 został mianowany generałem dywizji.
27 września 1805 r. został mianowany dowódcą 5. Bawarskiej Brygady Piechoty, którą dowodził podczas III koalicji antyfrancuskiej w czasie, której wziął udział w walkach pod Igławą, gdzie wyróżnił się odwagą. W 1806 r. za zasługi otrzymał Order Maksymiliana Józefa i Legię Honorową.
W dniu 24 grudnia 1806 r. w okolicach Strzelina odparł odsiecz żołnierzy pod dowództwem księcia pszczyńskiego – Fryderyka Ferdynanda Anhalt - Plesse, która zmierzała z pomocą oblężonemu przez wojska francuskie pruskiemu garnizonowi we Wrocławiu a także sprowadził wsparcie dla żołnierzy biorących udział w oblężeniu miasta.
W 1812 r. brał udział w inwazji na Rosję. Jednak z powodu złego stanu zdrowia musiał zrezygnować i powrócić do domu, gdzie wkrótce po powrocie zmarł.

## Literatura
- Baptist Schrettinger: Der Königlich Bayerische Militär-Max-Joseph-Orden und seine Mitglieder. R. Oldenbourg. München 1882.